# Eichenberg bei Frieda
Eichenberg bei Frieda este o arie protejată (arie specială de conservare — SAC, sit de importanță comunitară — SCI) din Germania întinsă pe o suprafață de 14,45 ha, integral pe uscat.

## Localizare
Centrul sitului Eichenberg bei Frieda este situat la coordonatele 51°11′45″N 10°08′21″E / 51.1958°N 10.1392°E.

## Înființare
Situl Eichenberg bei Frieda a fost declarat sit de importanță comunitară în aprilie 1999 pentru a proteja 7 specii de animale. Situl a fost protejat și ca arie specială de conservare în martie 2008.

## Biodiversitate
Situată în ecoregiunea continentală, aria protejată conține 2 habitate naturale: Pante stâncoase silicioase cu vegetație casmofită, Păduri de stejar și carpen Galio-Carpinetum.
La baza desemnării sitului se află mai multe specii protejate:
- păsări (6): ciocănitoarea de stejar (Dendrocopos medius), ciocănitoare pestriță mică (Dendrocopos minor), sfrâncioc roșiatic (Lanius collurio), gaia neagră (Milvus migrans), pitulice sfârâitoare (Phylloscopus sibilatrix), ciocănitoare verzuie (Picus canus)
- mamifere (1): liliac comun (Myotis myotis)

Pe lângă speciile protejate, pe teritoriul sitului au mai fost identificate 1 specie de plante, 1 specie de păsări, 1 specie de mamifere, 1 specie de reptile.